# 穆尼奥斯
穆尼奥斯是巴西米纳斯吉拉斯州的一个市镇。总面积190.563平方公里，总人口6298人，人口密度33人/平方公里。